# Fågeldirektivet
Fågeldirektivet, eller direktiv 2009/147/EG (tidigare direktiv 79/409/EEG), är ett europeiskt direktiv som reglerar bevarandet av vilda fåglar inom Europeiska unionen. Direktivet utgör tillsammans med habitatdirektivet kärnan i unionens lagstiftning om naturskydd. Det utfärdades ursprungligen av Europeiska gemenskapernas råd den 2 april 1979, trädde i kraft den 6 april 1979 och skulle vara införlivat i medlemsstaternas nationella lagar och andra författningar senast den 7 april 1981. 2009 antogs en kodifiering av direktivet av Europaparlamentet och Europeiska unionens råd.
Fågeldirektivet fastställer en rad bestämmelser gällande bevarandet av vilda fåglar och specifikt utsatta arters häckningsplatser. Direktivet är EU:s äldsta lagstiftning om vilda djur.
Fågeldirektivet är tillämpligt inom hela Europeiska unionen.